# 拉斯查爾卡斯 (阿蘇阿省)
18°27′0″N 70°37′12″W / 18.45000°N 70.62000°W
拉斯查爾卡斯（西班牙語：Las Charcas），是多明尼加共和國的城鎮，位於該國南部，由阿蘇阿省負責管轄，面積251.23平方公里，2012年人口9,254，人口密度每平方公里37人。